# Katarzyna Kiedrzynek
Katarzyna Kiedrzynek (Lublin, 1991. március 19. –) lengyel női válogatott labdarúgó. A német bajnokságban érdekelt VfL Wolfsburg hálóőre.

## Pályafutása

### Klubcsapatokban
Serdülő korában szülővárosában a labdarúgást és a kézilabdát is versenyszerűen űzte, a Motor Lublin csapatában pedig csatárként 45 meccsen 11 gólt szerzett. Miután programjai besűrűsödtek a két sportág edzései, mérkőzései miatt, végül a labdarúgás mellett döntött és kapusként folytatta pályáját.

#### Górnik Łęczna
2010-ben került a lęcznai együtteshez, ahol egy ötödik és két harmadik helyet szerzett az itt töltött három szezonja alatt.

#### Paris Saint-Germain
A PSG akkori vezetőedzője Farid Benstiti még 2011-ben az orosz válogatott szövetségi kapitányaként figyelte ki Kiedrzynek képességeit a Lengyelország elleni Európa-bajnoki selejtező mérkőzésen. 2013 júliusában írta alá első szerződését és első mérkőzésére december 15-én az AS Muret elleni bajnokin került sor.
Az edzéseken nyújtott kemény munkájának köszönhetően a szezon végére komoly fejlődésen ment keresztül és a következő szezonban már 15 meccsen lépett pályára Karima Benameur méltó vetélytársaként. 2015. április 30-án újabb három évre kötelezte el magát Párizsban.
Christiane Endler érkezésével egyre kevesebb lehetőséget kapott a kezdők között és 2020. május 10-én közösségi oldalán köszönt el a klubtól és a szurkolóktól.
A bajnoki, kupa és Bajnokok Ligája mérkőzésekkel 119 alkalommal lépett pályára a PSG-ben, akikkel két Bajnokok Ligája döntőben is szerepelt.

#### VfL Wolfsburg
Május 21-én írt alá a VfL Wolfsburghoz.

### A válogatottban
2009. szeptember 19-én Ukrajna ellen debütált egy világbajnoki selejtezőn. 2014 decemberében szervezetlenségre és rossz körülményekre hivatkozva lemondta a válogatottságot.
A Miłosz Stępiński által irányított keretbe tért vissza 2016 szeptemberében Moldova ellen.
2024. május 9-én közösségi oldalán jelentette be visszavonulását a válogatottól.

## Statisztikái

### A válogatottban
2021. február 23-al bezárólag
| Válogatott    | Szezon   | Mérk. | Gól |
| ------------- | -------- | ----- | --- |
| Lengyelország |          |       |     |
| 2009          | 4        | 0     |     |
| 2010          | 4        | 0     |     |
| 2011          | 5        | 0     |     |
| 2012          | 7        | 0     |     |
| 2013          | 5        | 0     |     |
| 2014          | 1        | 0     |     |
| 2015          | 0        | 0     |     |
| 2016          | 8        | 0     |     |
| 2017          | 6        | 0     |     |
| 2018          | 5        | 0     |     |
| 2019          | 5        | 0     |     |
| 2020          | 5        | 0     |     |
| 2021          | 2        | 0     |     |
| 2022          | 2        | 0     |     |
| 2023          | 3        | 0     |     |
| 2024          | 2        | 0     |     |
| Összesen      | Összesen | 64    | 0   |

## Sikerei

### Klubcsapatokban
Lengyel bajnoki bronzérmes (2):
- Górnik Łęczna (2): 2011–12, 2012–13

 Francia bajnoki ezüstérmes (6):
- Paris Saint-Germain (6): 2013–14, 2014–15, 2015–16, 2017–18, 2018–19, 2019–20

 Francia kupagyőztes (1):
- Paris Saint-Germain (1): 2018

Bajnokok Ligája döntős (2):
- Paris Saint-Germain (2): 2014–15, 2016–17

### A válogatottban
Lengyelország
- Algarve-kupa ezüstérmes (1): 2019